# Herbert Becker (Justizopfer)
Herbert Becker (* 1940) wurde 2004 vom Landgericht Halle u. a. wegen Vergewaltigung seiner Tochter zu zehn Jahren Haft verurteilt. Er verbüßte sieben Jahre dieser Strafe, bevor das Urteil 2012 in einem Wiederaufnahmeverfahren revidiert und er freigesprochen wurde. Das Gericht ging dabei von einer Falschaussage seiner psychisch erkrankten Tochter aus.
Im ursprünglichen Prozess hatte die 21-jährige Tochter ihren alkoholkranken Vater der wiederholten Vergewaltigung bezichtigt. Die sie behandelnden Ärzte diagnostizierten ein schweres Trauma und stärkten dadurch ihre Glaubwürdigkeit. Das Gericht schenkte den Anschuldigungen Glauben, obwohl die anderen Familienmitglieder die vorgeworfenen Taten als unvorstellbar zurückwiesen. Am 29. Oktober verurteilte es Herbert Becker zu zehn Jahren Gefängnis. Seine Revision wurde im darauf folgenden Mai vom Bundesgerichtshof als unbegründet verworfen.
Erst als die Tochter in den folgenden Jahren weitere Männer der Vergewaltigung beschuldigte, wurde die Staatsanwaltschaft misstrauisch und ließ sie aussagepsychologisch begutachten. In seinem 2009 fertig gestellten Gutachten erhob der psychologische Sachverständige erhebliche Zweifel an der Glaubwürdigkeit der jungen Frau und vermutete eine Persönlichkeitsstörung. Für den zu diesem Zeitpunkt rechtskräftig verurteilten Becker blieb dies jedoch zuerst folgenlos.
Erst 2011 beantragt der Strafverteidiger Johann Schwenn im Namen Beckers die Wiederaufnahme des Verfahrens. Mit Zustimmung der Staatsanwaltschaft wurde diesem stattgegeben. Bereits im Vorfeld des Verfahrens, das nunmehr vor dem  Landgericht Magdeburg angesetzt wurde, gelangte der Angeklagte wieder auf freien Fuß. In der erneuten Hauptverhandlung rügte der beauftragte psychiatrische Gutachter das Verhalten der Ärzte im Ursprungsprozess. Diese seien durch ihre Rolle als therapierende Ärzte der Tochter nicht in der Lage gewesen, zugleich ihre Glaubwürdigkeit einzuschätzen. Das Gericht folgte dieser Auffassung und sprach Becker im Sommer 2012 frei. Es stellte explizit fest, dass es die vorgeworfenen Taten nie gegeben habe.